# Archief R.K. Friesland
De Stichting Archief- en Documentatiecentrum voor R.K. Friesland stelt zich ten doel het verzamelen, inventariseren en catalogiseren van alle mogelijke documentatie en archieven welke betrekking hebben op het rooms-katholieke leven in de Nederlandse provincie Friesland.
De stichting is op 1 mei 1984 ontstaan uit particulier initiatief. Bijzonder zijn onder andere de collectie van zo'n 47.000 bidprentjes, het religieuzenarchief met ruim 5600 persoonskaarten van religieuzen die uit Friesland afkomstig zijn of in Friesland werkzaam zijn geweest, de 15 vitrines met devotionalia, het grote archief (onder anderen van Titus Brandsma en kardinaal De Jong), het fotoarchief en de eigen bibliotheek met 6500 titels.
Het kortweg "Archief RK Friesland" bevindt zich in een eigen pand op het adres Grote Dijlakker 12, 8701 KV te Bolsward, en is iedere woensdag van 9.00-16.00 uur vrij toegankelijk voor bezoekers.